# Piet Lustenhouwer
Petrus Henricus (Piet) Lustenhouwer (Abcoude-Proostdij, 25 maart 1894 - Hilversum 24 april 1954) was een Nederlands pianist, dirigent en componist/arrangeur. Hij werd in de jaren vijftig gezien als radiopionier.
Hij was zoon van Rosina de Vink en Johannes Lustenhouwer. Hij trouwde in 1921 met Anna Maria Bruns.
Hij haalde in 1912 zijn diploma bij de Koninklijke Nederlandse Toonkunstenaars Vereniging en trad toen op onder de naam P.H. Lustenhouwer. Hij was daarna voornamelijk werkzaam binnen de lichte muziek en dan vooral voor de De Katholieke Vereeniging en Katholieke Radio Omroep (KRO). Zijn trio werd ontdekt tijdens lunchconcerten in Café Winkels, Kalverstraat, Amsterdam. Hij zat, eenmaal benaderd door die omroep, in het KRO-trio  (met Heinrich Scholl en Bram Oberstein) en KRO-sextet en gaf leiding aan de KRO-Boys en KRO-melodisten. Hij droeg middels wat later propagandatournees (ledenwerving) werden genoemd, één van de mensen die de KRO (verder) op de kaart zetten. Hij was tussen oktober 1927 en april 1954 regelmatig op de KRO-radio te beluisteren. Een van zijn muzikale kinderen was Negen heit de klok, waarbij hij adviseerde.
Lustenhouwer componeerde ook wel liedjes; één van zijn laatste werkjes was wat dat betreft een jubileumlied voor de KRO.
In het voorjaar werd Lustenhouwer voor een operatie opgenomen in het RK Ziekenhuis in Hilversum. Hij was toen al jaren bezig met zijn gezondheid. Hij herstelde niet goed en kwam vlak na die operatie op zestigjarige leeftijd te overlijden. Na een dienst in de Heilig Hartkerk in Hilversum werd hij op 28 april begraven op de Noorderbegraafplaats aldaar. Zijn overlijden en begrafenis waren landelijk nieuws.
- International Standard Name Identifier: 0000 0004 4331 4958
- Nederlandse Thesaurus van Auteursnamen: 370678052
- Virtual International Authority File: 309883411